# Gubernia stawropolska

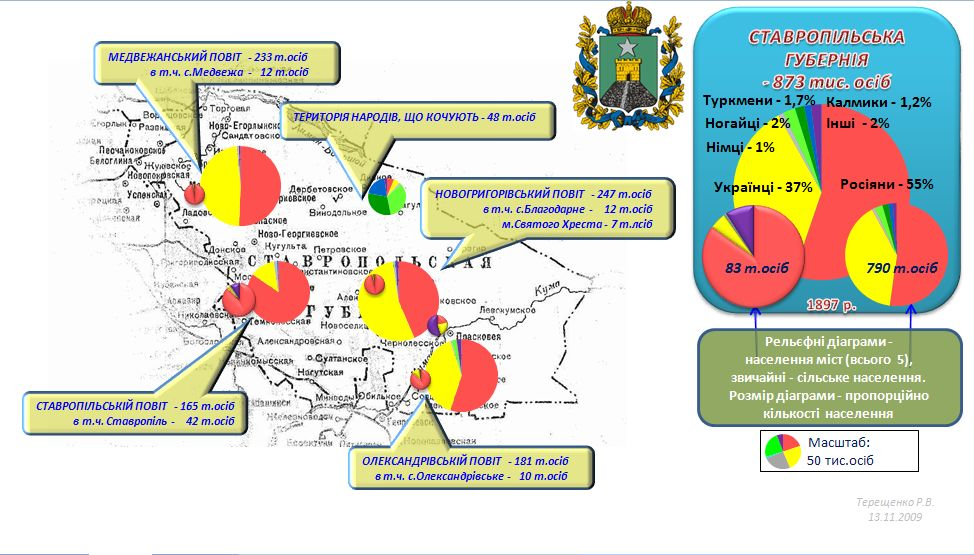
Mapa etnograficzna guberni stawropolskiej według spisu 1897

Gubernia stawropolska (ros. Ставропольская губерния) – jednostka administracyjna Imperium Rosyjskiego i RFSRR w południowej Rosji, utworzona ukazem Mikołaja I 2 maja?/14 maja 1847 z przekształcenia obwodu kaukaskiego, bez zmiany jego granic. Stolicą guberni był Stawropol. Zlikwidowana w 1924.
Gubernia była położona pomiędzy 44°6' a 46°35' szerokości geograficznej północnej.  Graniczyła na zachodzie z obwodem kubańskim,  na północy z Obwodem Wojska Dońskiego i  gubernią astrachańską, na południu i wschodzie z obwodem terskim.
Powierzchnia guberni wynosiła w  1914 – 60 600 km², ludność, według spisu powszechnego 1897 – 873 301 osób, w tym – 482 495 Rosjan (55,24%), 319 817 Ukraińców (36,62%), 19 651 Nogajów, 14 896 Turkmenów,  10 814 Kałmuków i 8601 Niemców, 5385 Ormian, 1715 Greków i 1338 Żydów.
Gubernia w początkach XX wieku była podzielona na 4 ujezdy i terytorium narodów koczowniczych.

## Ludność guberni w ujezdach według deklarowanego języka ojczystego 1897
| Ujezd                            | Rosjanie | Ukraińcy | Nogajowie | Turkmeni | Kałmucy | Niemcy | Ormianie | Tatarzy |
| -------------------------------- | -------- | -------- | --------- | -------- | ------- | ------ | -------- | ------- |
| Gubernia łącznie                 | 55,2%    | 36,6%    | 2,3%      | 1,7%     | 1,2%    | …      | …        | …       |
| Aleksandrowski                   | 56,8%    | 38,3%    | 2,1%      | …        | …       | …      | …        | …       |
| Medweżeński                      | 53,1%    | 45,5%    | …         | …        | …       | …      | …        | …       |
| Nowogrigoriewski                 | 45,6%    | 50,7%    | …         | …        | …       | …      | 1,6%     | …       |
| Stawropolski                     | 85,2%    | 10,2%    | …         | …        | …       | 1,7%   | …        | …       |
| Terytorium narodów koczowniczych | 6,1%     | 5,5%     | 33,3%     | 31,0%    | 19,9%   | 1,9%   | …        | 1,4%    |

Gubernię zniesiono w 1924. Obecnie na jej terytorium znajduje się Kraj Stawropolski w granicach Rosji.